# Rolls-Royce Griffon
Rolls-Royce Griffon je bil britanski 37-litrski 12-valjni mehansko polnjeni letalski V-motor - oz. skrajšano V12. Poimenovan je bil po ptici ujedi "griffon" - beloglavi jastreb. Snovanje se je začelo leta 1938, vendar je bilo začasno prekinjeno zaradi razvoja manjšega 12-valjnega Merlina in 24-valjnega Vultura (t. i. X- motor - v bistvu dva združena Peregrina s skupno motorno gredjo). Griffon je ostal v proizvodnji vse do leta 1955, skupno je bilo zgrajeno okrog  8.100 motorjev. Smer vrtenja motorne gredi je bila nasprotna od Merlinove. Čelna površina Griffona je bila, kljub znatno večji kubaturi, komaj za ~7 % večja od Merlinove. To so izrabili tako, da so v Spitfire Mk XIV in njegove poznejše različice, vgrajevali le še motorje Griffon. Ta letala so se zlahka prepoznala zaradi dveh "grbin" na okrovu motorja in v levo vrtečim se petlistnim Rotolovim propelerjem. 
Tako kot pri Merlinu, je bil eden od konstruktorjev tega motorja Arthur John Rowledge, ki je zasnoval že motor R (Racing). 
Vodja razvoja letalskih motorjev pri R-R, Ernest Walter Hives je odločil, da se preneha z razvojem motorjev Peregrine in Vulture. Posvetili so se raje masovni izdelavi zelo uspešnega Merlina in nadaljevali z razvojem obetavnega Griffona. Ta odločitev se je pozneje izkazala kot zadetek v polno.  
Na žalost pa je ukinitev razvoja in izdelave kompaktnega Peregrina (končna faza razvoja 21-litrskega V12 Kestrela - K26) hkrati pomenila tudi konec za izjemno dobro letalo, dvomotorni težki lovec Westland Whirlwind. Delno je njegovo poslanstvo pozneje nadaljeval DH.98 Mosquito. 

## Uporaba
| - Avro Shackleton - Blackburn B-54 - Bristol Beaufighter - CAC CA-15 - Fairey Barracuda - Fairey Firefly - Folland Fo.108 - Hawker Fury | - Hawker Henley - Hawker Tempest Mk III/IV - Martin-Baker MB 5 - Supermarine Seafang - Supermarine Seafire - Supermarine Seagull - Supermarine Spiteful - Supermarine Spitfire |

(Opomba: na nekaterih izmed omenjenih letal je bil opcija)

## Specifikacije(Griffon 65)
- tip: 12-valjni mehansko polnjeni letalski V-motor (60°)
- premer valja: 152,5 mm
- hod bata: 167,6 mm
- delovna prostornina: 36,7 L (2.240 cu in)
- dolžina: 2.057 mm
- širina: 770 mm
- višina: 1.168 mm
- suha masa: 900 kg

- ventili: dva sesalna in dva izpušna na valj
- polnilnik: dvohitrostni dvostopenjski centrifugalni mehansko gnani polnilnik (kompresor) z vmesnim hladilnikom (intercoolerjem) pred vstopom v valje
- vplinjač: Bendix-Stromberg z samodejnim nastavljanjem mešanice
- gorivo: 100 oktansko (150 oktansko med januarjem in majem 1945)
- olje: suhi karter ("dry sump") izvedba: 1 tlačna črpalka in dve sesalni črpalki
- hlajenje: tekočinsko: 70% voda in 30% etilen glikol ("antifriz")
- reduktor: 0,51:1

- moč:
- 2.035 KM (1.520 kW) na višini 7.000 čevljev (2.135 m),[nb 7] +18 psi, pri 2.750 obratih na minuto
- 2.220 KM (1.655 kW) na višini 11.000 čevljev (2.135 m), +21 psi, pri 2.750 obratih na minuto s 150-oktanskim gorivom
- 1.820 KM (1.360 kW) na višini 21.000 čevljev (6.400 m) pri 2.750 obratih na minuto
- gostota moči: 0,91 KM/ cu in (41,4 kW/L)
- kompresijsko razmerje: 6:1
- razmerje moč/teža: 1,03 KM/lb (1,69 kW/kg)